# Enrico Letta
Enrico Letta (Pisa, 1966. augusztus 20. –) olasz politikus, Olaszország miniszterelnöke 2013 áprilisától tíz hónapig. A Demokrata Párt tagja. 1998–99-ben az európai ügyek minisztere, 1999 és 2001 között ipari miniszter volt.

## Élete
Édesanyja Anna Banchi és édesapja Giorgio Letta, a Pisai Egyetem valószínűségszámítás tanszékének professzora, két olasz tudományos akadémia tagja fiaként, Pisában született. Gyermekkora színhelye, Strasbourg (apja állomáshelye, ahol megtanult franciául is) után a Pisai Egyetemen politikatudományokból diplomázott 1994-ben. A Pisai Szent Anna Egyetemen európai uniós jogból doktorált.
2001 és 2003 között a Carlo Cattaneo egyetem szerződéses oktatója, majd a párizsi gazdasági főiskola tanára volt. Huszonnégy éves korában megnősült, majd hat év után elvált. Második felesége, Gianna Fregonara újságírónő három fiúgyermekkel ajándékozta meg.

## Politikai pályája

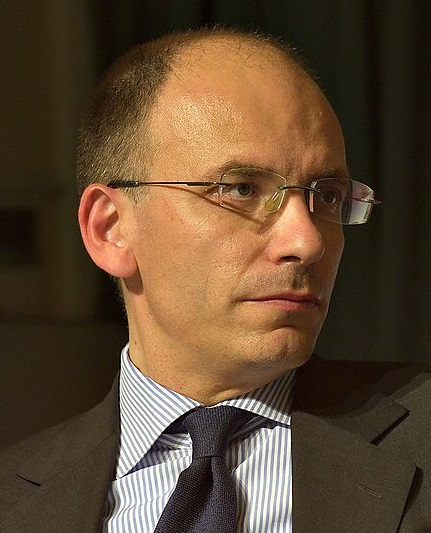
2009-ben

A Fiatal Európai Kereszténydemokraták elnöke volt 1991 és 1995 között, majd 1996–97-ben a Pénzügyminisztérium eurobizottságának főtitkára. 1997–98-ban országos (fő)titkárhelyettes a Olasz Néppártban, majd a társadalmi kapcsolatok minisztere a D'Alema-kormányban (1998–1999), azután iparügyi miniszter Massimo D’Alema és Giulio Amato második kormányában (1999–2001).
2001–2004 között a Margherita pártszövetség országos gazdasági felelőse. A 2004-es EP-választásokon – immár a balközép Ulivo pártszövetség színeiben, annak északkeleti körzetében, 176 000 szavazattal megválasztották.
Feliratkozott az Alleanza dei Liberali e Democratici per l'Europa EU-parlamenti frakcióba, a gazdasági és pénzügyi problémák csoportjának tagja lett; 2007–2013-ra meghosszabbítva az EU Maghreb-országokkal kapcsolatos ideiglenes bizottságába (Libiát is beleértve).
2006-ban a Prodi-kormány államtitkári helyén, nagybátyját, Gianni Lettát követte, és lemondott európai parlamenti tisztségeiről, hogy hazai képviselő lehessen.

## Fordítás
- Ez a szócikk részben vagy egészben  az   Enrico Letta című angol Wikipédia-szócikk ezen változatának fordításán alapul.  Az eredeti cikk szerkesztőit annak laptörténete sorolja fel. Ez a jelzés csupán a megfogalmazás eredetét és a szerzői jogokat jelzi, nem szolgál a cikkben szereplő információk forrásmegjelöléseként.
- Ez a szócikk részben vagy egészben  az   Enrico Letta című olasz Wikipédia-szócikk fordításán alapul.  Az eredeti cikk szerkesztőit annak laptörténete sorolja fel. Ez a jelzés csupán a megfogalmazás eredetét és a szerzői jogokat jelzi, nem szolgál a cikkben szereplő információk forrásmegjelöléseként.